# Schiefer Kreiskegel
Beim geraden Kreiskegel steht die Spitze {\displaystyle S} senkrecht über dem Zentrum {\displaystyle O} des Grundkreises mit dem Radius {\displaystyle r}, beim schiefen Kreiskegel (siehe Zeichnung) senkrecht über einem von {\displaystyle O} verschiedenen Punkt {\displaystyle E} der Kreisebene. Die Entfernung („Abweichung“) des Punktes {\displaystyle E} vom Kreismittelpunkt sei {\displaystyle e}. Die Höhe {\displaystyle h} ist der Abstand zwischen {\displaystyle S} und der Kreisebene (beim geraden Kreiskegel die Strecke {\displaystyle {\overline {SO}}}, beim schiefen die Strecke {\displaystyle {\overline {SE}}}). Als Mantel {\displaystyle M} eines Kreiskegels bezeichnet man seine Oberfläche ohne die Fläche des Grundkreises. Zugunsten einer bequemen Sprechweise werden Strecke und Streckenlänge, Mantel und Mantelfläche usw. identifiziert. Kreiskegel derselben Höhe über demselben Grundkreis haben dasselbe Volumen (das folgt aus dem Cavalierischen Prinzip). Der Mantel des geraden Kreiskegels lässt sich elementar berechnen: {\displaystyle M=\pi rs}, wobei {\displaystyle s^{2}=r^{2}+h^{2}}. Es gibt keine ähnlich einfache Formel für den Mantel des schiefen Kreiskegels.

## Kegelmantel

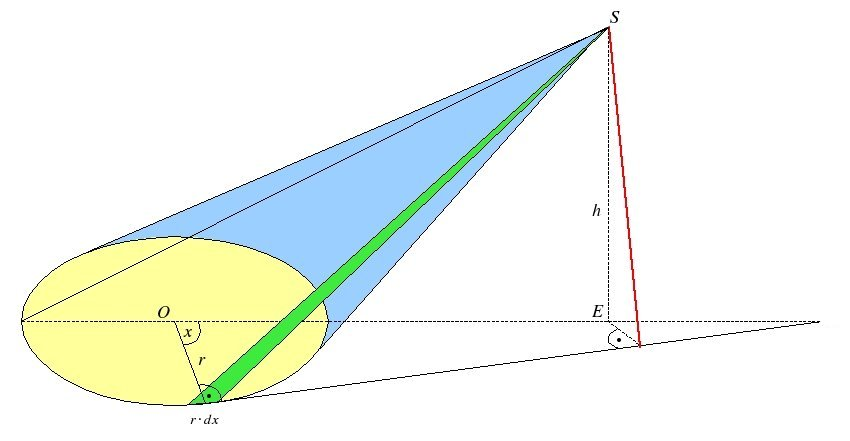
Schiefer Kreiskegel

Den Mantel des schiefen Kreiskegels erhält man durch Integration. Das infinitesimale Dreieck (in der Zeichnung grün unterlegt) hat die Basis
{\displaystyle r\cdot \mathrm {d} x,}
wobei {\displaystyle x} der Winkel im Mittelpunkt des Kreises ist, und die Höhe (rote Strecke in der Zeichnung)
{\displaystyle f(x):={\sqrt {(r-e\cdot \cos(x))^{2}+h^{2}}},}
mithin die Fläche
{\displaystyle {\frac {r}{2}}\cdot f(x)\cdot \mathrm {d} x.}
Da {\displaystyle f(x)} symmetrisch um {\displaystyle \pi } liegt, genügt es, von 0 bis {\displaystyle \pi } zu integrieren und das Ergebnis zu verdoppeln. Daher lautet die Formel für den Mantel {\displaystyle M} des schiefen Kreiskegels
{\displaystyle M=r\int \limits _{0}^{\pi }{\sqrt {(r-e\cdot \cos(x))^{2}+h^{2}}}\mathrm {d} x}.
Man kann im Integranden das Minus durch ein Plus ersetzen, ohne den Wert des Integrals zu ändern (wenn man über den Vollkreis integriert, darf man sogar den Kosinus gegen den Sinus tauschen). Der Ausdruck berücksichtigt den geraden Kreiskegel als Sonderfall und liefert für {\displaystyle e=0} die bekannte Formel. Durch geeignete Wahl einer oberen und unteren Schranke des Integranden lässt sich der Mantel nach oben und unten abschätzen. Aus der Schätzung des Intervalls folgt, wenn {\displaystyle r+h} unter einer festen Schranke bleibt,
{\displaystyle {\frac {M}{2re}}\rightarrow 1} für {\displaystyle e\rightarrow \infty }.
Wenn also die Abweichung groß gegenüber Radius und Höhe ist, gilt näherungsweise {\displaystyle M\approx 2re} (Durchmesser mal Abweichung). Beispiel: Der Mantel des schiefen Kreiskegels vom Radius 2 cm, der Höhe 6 cm und der Abweichung 50 cm hat eine Fläche von 205,92… cm2, also ungefähr 2 mal 2 mal 50 cm2 (wäre die Höhe nur halb so groß, ergäbe sich ein Mantel von 201,85… cm2).

## Extremalwertsätze
Unter allen  Kreiskegeln derselben Höhe über demselben Grundkreis besitzt der gerade den kleinsten Mantel (und damit die kleinste Oberfläche).
Denn wenn man den Mantel und den Integranden als Funktionen von {\displaystyle e} auffasst, wenn also
{\displaystyle M(e)=r\int \limits _{0}^{\pi }f(e,x)\mathrm {d} x,}
dann ist
{\displaystyle M^{\prime }(e)=r\int \limits _{0}^{\pi }{\frac {\partial f(e,x)}{\partial e}}\mathrm {d} x.}
Nach der partiellen Ableitung des Integranden {\displaystyle f(e,x)} erkennt man, dass {\displaystyle M'(e)=0} für {\displaystyle e=0} und sonst {\displaystyle M'(e)>0} (außerdem {\displaystyle M''(0)>0}). {\displaystyle M(e)} ist also monoton steigend (der Mantel wird größer mit wachsender Abweichung). Die Strecke {\displaystyle {\overline {SO}}} heißt Achse des Kreiskegels. Wenn die Achse eine konstante Länge beibehält, wenn also {\displaystyle e^{2}+h^{2}=l^{2}} ({\displaystyle l} fest) und damit {\displaystyle h^{2}=l^{2}-e^{2}}, dann gilt wieder {\displaystyle M'(e)=0} für {\displaystyle e=0}, nun aber ist {\displaystyle M''(0)<0}, {\displaystyle M(e)} hat bei {\displaystyle e=0} ein Maximum. Deshalb gilt der Satz:
Unter allen Kreiskegeln derselben Achse über demselben Grundkreis besitzt der gerade den größten Mantel (und damit die größte Oberfläche).

## Beziehung zwischen geradem Ellipsen- und schiefem Kreiskegel

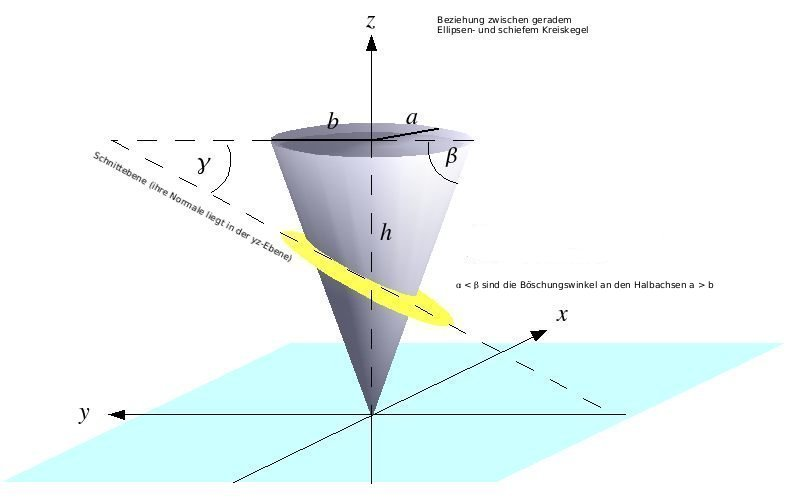
Schnitt durch einen geraden Ellipsenkegel

Ein gerader Ellipsenkegel mit der Höhe {\displaystyle h} und der Ellipse
{\displaystyle {\frac {x^{2}}{a^{2}}}+{\frac {y^{2}}{b^{2}}}=1}
als Basis ({\displaystyle a>b}) wird durch die folgende Gleichung beschrieben:
{\displaystyle F(x,y,z):={\frac {x^{2}}{a^{2}}}+{\frac {y^{2}}{b^{2}}}-{\frac {z^{2}}{h^{2}}}=0.}
Alle Werte {\displaystyle (x,y,z)}, die {\displaystyle F(x,y,z)=0} erfüllen ({\displaystyle 0\leq z\leq h}), liegen auf dem Mantel des geraden Ellipsenkegels, dessen Spitze der Nullpunkt ist (siehe Zeichnung). {\displaystyle \alpha } sei der minimale Böschungswinkel ({\displaystyle \tan \alpha =h/a}) und {\displaystyle \beta } der maximale ({\displaystyle \tan \beta =h/b}), also {\displaystyle \alpha <\beta }.
Eine Ebene, deren Normale in der yz-Ebene liegt und die mit der xy-Ebene den Winkel {\displaystyle \gamma } bildet, wobei
{\displaystyle \cos \gamma ={\frac {\cos \beta }{\cos \alpha }}}
ist, schneidet den geraden Ellipsenkegel in einem Kreis. Sein Radius {\displaystyle r} beträgt
{\displaystyle r=n\cdot {\frac {a^{2}}{bh}}}
dabei bedeutet {\displaystyle n} den Abstand der Schnittebene von der Kegelspitze (Lot auf die Ebene), ggf. muss man sich den Kegel über die Basis hinaus verlängert denken, um den Kreisschnitt ganz ausführen zu können. Der Restkegel zwischen Spitze und (in der Zeichnung gelb angedeuteter) Schnittfläche ist also ein schiefer Kreiskegel. Jeder gerade Ellipsenkegel enthält einen schiefen Kreiskegel und umgekehrt: Jeder schiefe Kreiskegel lässt sich zu einem geraden Ellipsenkegel erweitern.